# أوتافيو براغا
أوتافيو براغا هو لاعب كرة قدم برازيلي في مركز الهجوم، ولد في 29 يوليو 1973. لعب مع نادي سيرينيو كالتشيو 1913.

## وصلات خارجية
- أوتافيو براغا على موقع Soccerway.com (الإنجليزية)
- أوتافيو براغا على موقع عالم كرة القدم.نت (الإنجليزية)